# 香港跨性別權益
現時（2024年），香港居民若完成整套性別重置手術，或完成部份性別重置手術，以及持續接受荷爾蒙治療，表明餘生將以新性別生活等條件，並作出法定聲明，均可向香港政府申請變更身份證上的性別。政府會視乎個別情況決定是否批准。
另外，在香港異性裝扮本身并不违法。

## 變更性別流程
在1985年至2024年4月初前，計劃變更身份證上性別的香港居民，必須完成整套性別重置手術，方可向入境處提出申請。
2024年4月3日，香港政府發出公告，表示依照新修訂的標準，即日起跨性別人士無需完成整套性別重置手術，即可申請變更香港身份證上的性別，所需條件包括：
- 完成變更性徵的部份手術（如申請女變男，為乳房切除術，而申請男變女則是陰莖及睪丸切除術）
- 曾經對生理性別感到不安
- 已經持續接受荷爾蒙治療不少於兩年，並願意接受抽查
- 已經以另一性別生活不少於兩年，並表明餘生會以新性別生活
- 作出法定聲明

入境處在收到申請後，會作出詳細考慮，以決定是否讓申請人變更身份證上的性別。

## 變性人的婚姻權利
香港首宗變性手術在1985年進行，是一宗男性變為女性的手術，政府會資助符合資格的香港居民進行變性手術。變性人接受手術後，允許更改身份證、護照等的性別，但不允許更改出生證明書，如被強姦，控方只能以非禮罪起訴侵犯者。
W出生時是一名男生，2008年接受變性手術成功後，獲簽發記載性別為女性的新身份證和護照。同年11月因為出生證明所寫的性別仍然是男性，到婚姻登記處與另一名男子註冊結婚時被拒絕，其理由是婚姻登記以出生時的性別為準，而且香港也未承認同性婚姻。W入稟法院提出司法覆核，指責婚姻登記官的決定侵犯了她憲法上的婚姻權和私隱權。
2010年10月5日在高等法院被裁定敗訴，法官張舉能指出根據香港婚姻條例，婚姻必須是一名男性與一名女性的結合，而所謂男性、女性的定義，是指出生時的性別，並不包括接受變性手術後的性別，婚姻條例容許“男與女”結合，不是“每個人”，即沒訂明每個人一定有婚姻權利。但他認為，政府應明白變性人的痛苦，並諮詢各界有關變性婚姻、性別取向等議題，取得社會共識。其後變性人提出上訴，上訴庭在2011年10月12日審理。
2010年8月22日，彩虹行動成員到尖沙嘴文化中心婚姻登記處，抗議此案代表政府的英國御用大律師MonicaCarss-Frisk曾发表“Ｗ在物种上不能算是女士，她没有生育能力”的言论侮辱。
2011年11月25日，上訴庭駁回變性人爭取婚姻權利上訴，認為變性人婚姻不能生育，而《基本法》所賦予的港人結婚自由只包括兩性結合，男女的一般定義不能包括變性人，若法庭判上訴人勝訴，是重大法律變更，影響79項法律，引起公眾爭議，故應交由立法當局處理，然而上訴庭促使政府檢討變性人面對的問題，將來諮詢公眾，代表律師上訴至終審法院。
2012年3月1日，香港高等法院上訴庭發出上訴許可，准變性人上訴至終審法院。
2013年5月13日，香港終審法院以四比一多數，裁定變性人有結婚的權利。判詞說，《婚姻條例》有關條文將某人性別的準則，僅限於生理因素，抵觸基本法。《婚姻條例》中有「女」及「女方」等字詞的含義，必須包括接受手術後由男性變成女性的變性人。法庭同時建議，有關判決書由頒發日起計，暫緩執行12個月，以便當局進行立法程序作出考慮。
在2014年2月18日的會議上，行政會議建議，行政長官指令向立法會提交《2014年婚姻(修訂)條例草案》，以落實終審法院於W訴婚姻登記官（FACV4/2012）一案（簡稱「W案」）下達的命令。
2014年2月18日，成立《2014年婚姻(修訂)條例草案》委員會。
2014年2月28日，提出法案。
2014年5月30日，保安局局長黎棟國發表文章，指《2014年婚姻（修訂）條例草案》符合法治精神。
2014年10月22日，立法會以11票贊成，40票反對，5票棄權，否決《2014年婚姻（修訂）條例草案》（《條例草案》）恢復二讀辯論的議案。
2014年10月31日，平等機會委員會就《2014年婚姻(修訂)條例草案》發出聲明。
其後香港政府向香港立法會提交法案修改婚姻條例，法案容許已完成性別重置手術的變性人，法案最終不獲立法會通過。但法案通過與否，不影響終審法院就判決的執行。完成性別重置手術的變性人，自2014年5月13日起可以結婚。

## 香港國際機場虐待跨性別事件
2013年9月16日，一名跨性別女性埃利安娜·魯巴什金聲稱，她受到海關人員的歧視和性虐待，包括受到侵入性搜身和否認使用女廁的行為長達九小時，儘管香港官員否認了這一指控。被釋放後，她申請聯合國難民事務高級專員辦事處（聯合國難民署）的難民身份，使她實際上無國籍，等待被第三國接受。

## 性別承認跨部門工作小組
為跟進終審法院在W訴婚姻登記官[2013]3HKLRD90（終院民事上訴2012年第4號，2013年5月13日）一案的裁定和意見，政府於2014年1月13日成立性別承認跨部門工作小組（簡稱“工作小組”），研究是否需要就香港的性別承認議題進行立法和訂立相關的行政措施。
2014年1月13日，成立性別承認跨部門工作小組
2016年7月6日，在立法會會議上楊岳橋議員的提問和律政司司長有關工作小組的工作進展。
2017年11月20日，性別承認立法舉行聽證會。